# Simosthenurus occidentalis
Simosthenurus occidentalis — викопний вид сумчастих ссавців родини Кенгурові (Macropodidae).
Належить до роду Simosthenurus, який також називають короткомордим кенгуру. Це вимерлий рід мегафауни Австралії, зокрема Тасманії, жили в плейстоцені — голоцені. Вивчення викопних решток роду Simosthenurus дозволило виділити такі нові підродини викопних тварин Австралії: Sthenurinae, Macropodinae і Lagostrophinae. Рід Simosthenurus належить до Sthenurinae.
Два найбільш документованих члени роду є Simosthenurus: S. maddocki і S. occidentalis, описано ще низка видів.

## Історія дослідження
Остеологічна інформація (переважно знахідки були здійснені в печерах) дає підстави вважати, що Simosthenurus є частиною тієї ж родини сумчастих, що і сучасні кенгуру. Проте, сучасні кенгуру належать до стопоходячих, що використовують стрибки як засіб пересування, в той час як Simosthenurus були двоногими, що під час ходіння використовували стиль пересування аналогічний щодо гомінідів. Хоча види роду Simosthenurus були не вищі, ніж більшість видів сучасних видів кенгуру, їх міцні кістки, широкий таз, довгі передні кінцівки і коротка шия були унікальними пристосування до їх способу життя. У них були задні ноги з маленькими копитоподібними кігтями, що більш типово для тварин, пристосованих до переміщення на відносно плоскій місцевості. Simosthenurus сильно відрізняється від інших видів кенгуру і вимерли не лишивши нащадків. Проте, цілком можливо, що їх близький родич — смугастий кенгуру, що в даний час живе невеликими ізольованими популяціями на островах біля узбережжя Західної Австралії.

## Види роду Simosthenurus
S. maddocki
S. occidentalis
S. antiquus
S. baileyi
S. brachyselenis
S. eurykaphus
S. pales
S. tirarensis
S. orientalis

## Характеристика Simosthenurus occidentalis
Була проаналізована мітохондріальна ДНК Simosthenurus occidentalis з кісток з печер Тасманії. Радіовуглецевий метод дозволив датувати ці кістки часом між 46 000 і 50 000 років тому. Послідовності ДНК, отримані в цьому дослідженні, були набагато давнішими, ніж будь-які інші ДНК з австралійських викопних тварин, які раніше досліджувались.
Simosthenurus occidentalis належав до листогризучих сумчастих, мав розмір більший ніж у сучасного сірого кенгуру, за оцінками, становив близько 118 кг, а й були і більші за розміром і масою екземпляри. По будові кінцівок суттєво відрізняється від сучасних кенгуру. Судячи по всьому часто ставав на диби на задніх кінцівках для того, щоб дістати високі гілки дерев і дотягти їх до рота. Використовував потужні щелепи для розмелювання жорсткого листя та гілок.